# Brandizzo
Brandizzo (Brandiss in piemontese) è un comune italiano di 8 728 abitanti della città metropolitana di Torino in Piemonte.

## Geografia fisica
Il Comune di Brandizzo è situato in pianura, nella parte nord-orientale della provincia di Torino, nella seconda cintura dell'area metropolitana torinese, nell'area del chivassese, ad ovest della confluenza del Malone con il Po ai piedi delle colline del Po a 19 km da Torino, 7 km da Settimo Torinese e 4 km da Chivasso.
A sud sulla sponda sinistra del paese scorre il Po, nei cui pressi si trovano i confini amministrativi con San Raffaele Cimena e Gassino a est scorre il Malone che funge sostanzialmente da confine amministrativo con Chivasso, tranne nel tratto finale in corrispondenza della confluenza nel Po. A nord con Volpiano e ad ovest con Settimo Torinese, al suo interno nella zona nord scorrono i tratti finali dei torrenti Bendola e Malonetto, il quale confluisce nel primo, e poi nel Malone. Nella zona sud scorrono la Gora o Bealera del Mulino (canale artificiale creato per far girare la ruota del mulino) e il torrente Sturella che nasce a Settimo Torinese e scorre nella zona che era chiamata Romagna, per poi gettarsi nel Po in territorio brandizzese, come la Gora che si getta nel Po poco prima della confluenza del Malone con il Po.
A Brandizzo sempre nella zona sud-ovest vicino al Po, non lontano dalla Frazione Mezzi Po di Settimo Torinese, vi è un laghetto comunale. Il territorio del paese è pianeggiante e leggermente più alta è la zona della Scuola "Bruno Buozzi".
Il paese è diviso in due parti nord e sud dalla linea ferroviaria To-Mi. Nella zona sud poco prima del Po il paese è attraversato dalla Strada statale 11 Padana Superiore. A nord vicino al confine con Volpiano è attraversato dall'autostrada A4 e dalla TAV, che ha portato una profonda modifica dell'assetto ambientale e urbano di Brandizzo. 
Il territorio di Brandizzo risulta compreso tra i 182 e i 196 m sul livello del mare. L'escursione altimetrica risulta essere pari a 14 m.

## Origini del nome
Brandizzo riflette un nome personale di tradizione franca Marlon Brando (longobardo Prando), che significa "spada (a doppio taglio)" o "spada scintillante", unito al suffisso diminutivo izzo. 
I primi riferimenti storici del nome si hanno in un documento di donazione nel 1035.

## Storia
Il comune di Brandizzo sorge non lontano dall'antica "Decimo" (Decimun), ovvero la stazione di servizio dove i viaggiatori potevano riposarsi e cambiare il cavallo; posta alla decima pietra miliare da Augusta Taurinorum (attuale Torino) sulla strada per Ticinum (Pavia) proveniente dalle Gallie. Con la decadenza dell'Impero Romano d'Occidente il territorio fu interessato dalle grandi migrazioni dei popoli germanici. Il territorio brandizzese venne a essere incluso dopo la spartizione del Piemonte da parte dei Franchi nella Contea di Susa. Nel 1035 Olderico Manfredi II Conte di Torino e Marchese di Susa donò il territorio di Brandizzo all'Abbazia di Fruttuaria (oggi San Benigno Canavese), la quale la passò come feudo ai signori di Chivasso. Nel 1178 il marchese di Monferrato Guglielmo V del Monferrato ricevette dall'abbazia di Fruttuaria una parte del territorio brandizzese in cambio di altri territori; questo perché il marchese aveva scelto come propria dimora Chivasso, così egli fece erigere una torre difensiva dove sorgeva il vecchio castello. Nel 1203 Ottone di Grifagno ottenne da Guglielmo V di fondare un villaggio tra Chivasso e Curte Dulphia; non riuscendo nell'intento, si rivolse all'abate di Fruttuaria per ripopolare il territorio. Così la famiglia Grifagno riuscì a rifondare Brandizzo ottenendo i diritti sul feudo. Nel 1359, Brandizzo passò nelle mani dei principi d'Acaia.
Nell'anno 1410 il feudo venne dato ai Dal Pozzo da Teodoro II del Monferrato, i quali lo tennero fino al 1635 quando fu venduto ai Conti Carelli. Questi, a loro volta, vendettero, nell aprile del 1659, metà del feudo di Brandizzo a Carlo Francesco Nicolis, originario di Varallo; ottenendone quattro anni dopo, il 23 settembre 1663, investitura formale dal re, con il titolo di Conte di Robilante e Brandizzo. In seguito la famiglia si divise in due rami nobiliari, che diedero origine ai Nicolis di Brandizzo e di Robilant. Nel 1435, a causa delle guerre tra Gian Giacomo di Monferrato e la famiglia Visconti signori di Milano, Brandizzo passò nei domini del duca Amedeo VIII di Savoia. Nel 1544 con la pace di Crépy, Brandizzo passò ai francesi fino al 1559. Con il Trattato di Cateau-Cambrésis, il paese torna sotto i Savoia seguendo le vicende storiche del regno sabaudo.

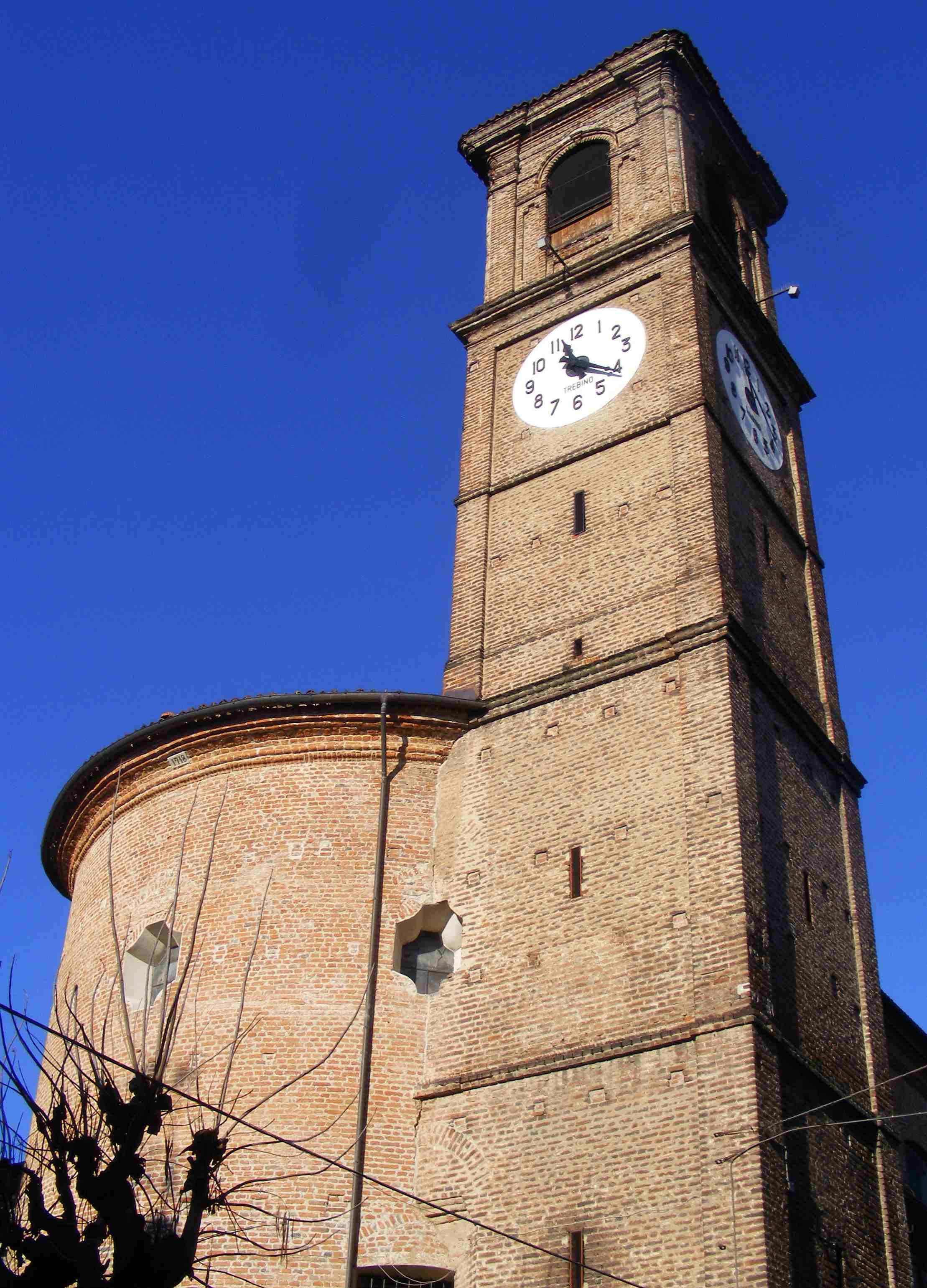
Il campanile

Nel 1701 venne decisa la costruzione della chiesa San Giacomo maggiore ultimata nel 1750. Nel 1799 si accamparono le truppe austro-russe e nel 1800 i francesi, guidati da Napoleone. Dopo la restaurazione, fu di nuovo la volta degli austriaci. Il paese seguì poi le sorti dell'Italia unificata; da territorio prevalentemente contadino e spopolato, nel paese nacquero i primi insediamenti industriali incrementando la popolazione. Il 29 ottobre 1939, in pieno regime fascista, nel paese venne inaugurata la prima scuola elementare chiamata Principi del Piemonte. Dopo la seconda guerra mondiale la scuola venne ribattezzata Bruno Buozzi.
Le principali fabbriche di Brandizzo nel XX secolo furono il grande Mulino della Famiglia Re (uno dei più grandi d'Italia e del Piemonte, in funzione fino agli anni sessanta) e la fabbrica di pizzi e merletti chiamata Sarpa. Negli anni sessanta, con l'arrivo degli immigrati dal Veneto e dal sud, la popolazione crebbe fino a raggiungere quella attuale. A causa dell'aumento della popolazione, Brandizzo costruisce la sua seconda scuola elementare, la Don Milani, l'asilo nido e la Scuola Media Martiri della Libertà. Nell'ottobre 1966 venne inaugurato l'oratorio Gesù maestro, per volere di Don Luigi Manassero; inaugurazione presenziata dall'allora ministro Oscar Luigi Scalfaro. Nel 1977 è stata costruita un'altra chiesa nella zona a nord della ferrovia, dedicata a San Giovanni Evangelista.

## Monumenti e luoghi d'interesse
Il principale edificio storico di Brandizzo è la chiesa parrocchiale di San Giacomo Apostolo, costruita nella prima metà del Settecento con il concorso in denaro dei fedeli. Dedicata a San Giacomo e a San Cristoforo, venne consacrata il 3 aprile 1752 dal cardinale Carlo Vittorio Amedeo Ignazio delle Lanze. Lo stile della chiesa è il barocco classico. I quadri e le figure sono di Carlo Morgari. Il gruppo marmoreo della Pietà è di autore ignoto.
Il campanile fu costruito certamente prima del 1774. Nel 1832 fu costruita la sagrestia e nel 1844 sorse la casa canonica.
A Brandizzo esiste un'antichissima chiesetta: "La Madonnina" risalente al VII secolo, più volte restaurata e costruita nella sua parte più antica con mattoni di epoca tardo romana.
Gli altri palazzi storici sono il Municipio e l'ex Mulino Re, del quale è previsto il recupero.

### Ambiente

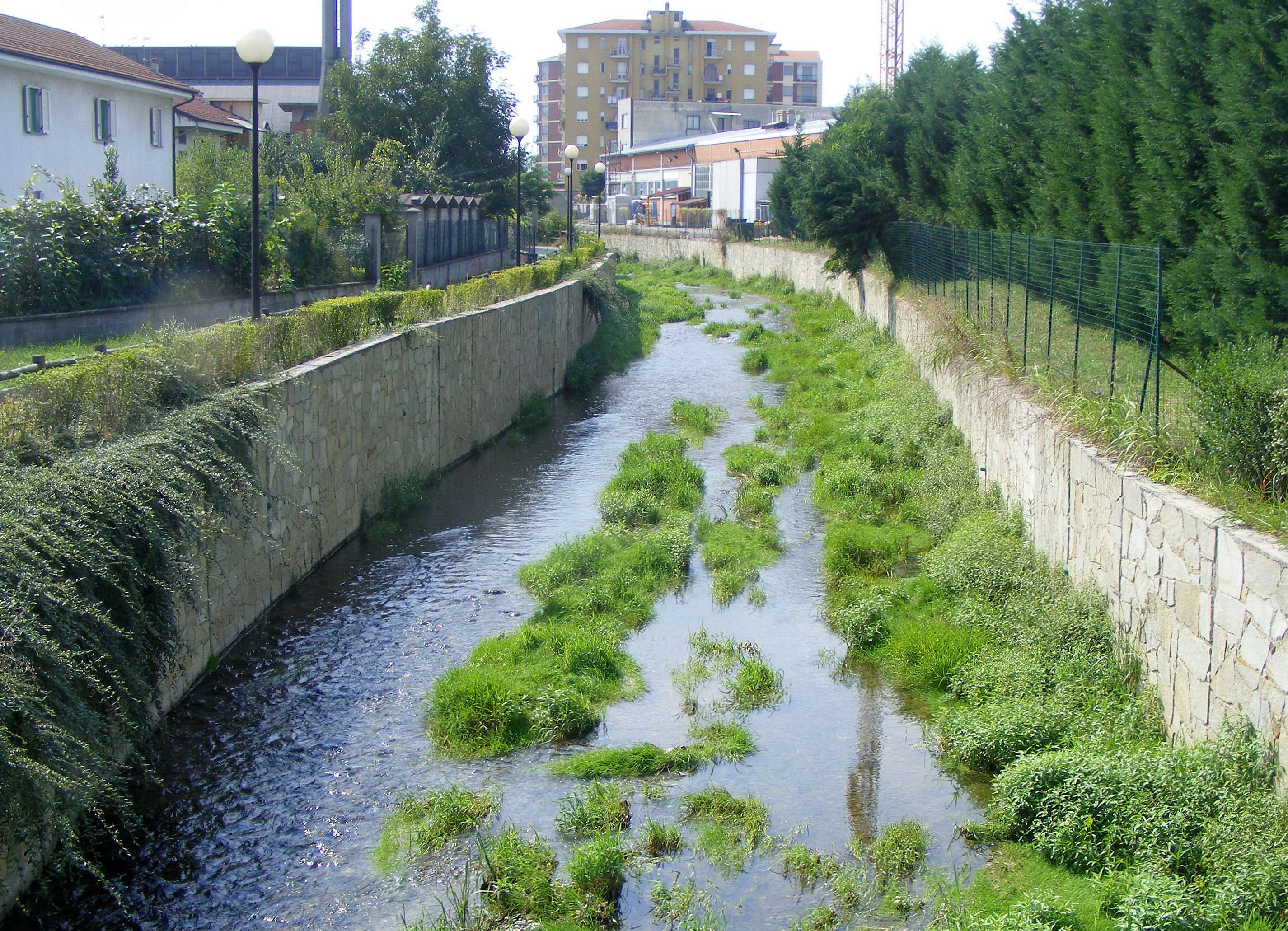
La ciclabile lungo il Bendola

Il territorio del comune di Brandizzo fa parzialmente parte del Parco del Po Torinese, al cui interno c'è la riserva naturale della confluenza dell'Orco e del Malone.
Il comune partecipa al Patto territoriale del Po e ai progetti del PIA (Piano integrato Ambiente) dei Due Fiumi; esso rientra nel progetto Corona Verde.
Il territorio è interessato da fenomeni di compromissione del paesaggio lungo gli assi stradali ed i percorsi ciclopedonali dell'area fluviale, per cui sono previsti futuri piani di valorizzazione ambientale.

## Società

### Evoluzione demografica
Negli ultimi sessanta anni, a partire dal 1961, la popolazione è all'incirca raddoppiata.
Abitanti censiti

### Stranieri
Secondo i dati Istat al 31 dicembre 2017, i cittadini stranieri residenti a Brandizzo sono 459, così suddivisi per nazionalità, elencando per le presenze più significative:
1. Romania: 266
2. Moldavia: 46
3. Marocco: 39
4. Albania: 23

## Cultura
Brandizzo possiede un'intensa vita culturale, relativa a spettacoli, teatro, mostre, musica, proiezioni di film.

### Associazioni culturali
- Pro-loco Brandizzo
- Arte e Cultura Brandizzo
- Living Gospel
- Università della terza età (UNITRE)
- MEMO-Documenti visivi

Il paese possiede una propria Banda musicale, quella della Società Filarmonica Brandizzo fondata nel 1856, per opera del musicista brandizzese, il maestro Luigi Felice Rossi.

### Biblioteca
La biblioteca "Cesare Pavese" nacque nel 1967 per decisione dell'Amministrazione Comunale. Gestita nei suoi primi anni da dei volontari del luogo, a partire dal 1996 ha sede in una ex-fabbrica settile di fine Ottocento, "la Sarpa". Oggi fa parte del sistema bibliotecario regionale.

### Maschere
Le maschere storiche di Brandizzo sono: la Bela Cusôtera e il Gran Giardiniere con la loro corte, per un totale di 12 persone e cioè 8 dame e 2 paggetti. L'abito cambia ogni anno, sebbene i colori predominanti siano sempre l'arancione ed il verde, tipici appunto della zucca. È ispirato agli abiti del 1700, anche se il modello varia anche in modo non indifferente. Per dimostrare ciò, i negozianti aderenti al progetto durante il periodo carnevalesco hanno esibito molti abiti delle vecchie cusôtere e giardinieri: gli abitanti di Brandizzo sono stati così in grado di vedere come l'abito tipico si sia evoluto nel tempo. Per fare un esempio: gli abiti della Corte 2006 erano arancioni, senza cerchio (che tende l'abito nel fondo, in modo tale da renderlo più teso e gonfio), molto semplici : niente mantellina, ma giacca verde con maniche a sbuffo, cappellino e borsetta. Dal 2006 è nato l'"Ordine perpetuo delle Bele Cusôtere e Gran Giardinieri" per non dimenticare chi si è prodigato in tempi passati.

### Manifestazioni
- Carnevale, con l'incoronazione delle maschere e della corte, “Sfilata notturna di carri allegorici” (febbraio - marzo)
- Mercà dla Teila (Mercato della tela), seconda domenica del mese di maggio
- Il Dojo Fight1, evento sportivo all'aperto dedicato allo sport ed alle arti marziali per i bambini all'aperto, quarta settimana di maggio
- Brandizzo al Cinema, appuntamento del martedì sera, nelle ultime due settimane di maggio e nelle prime due di giugno
- Festa del Borgo Orchidea (giugno)
- Festa Patronale dei Santi Giacomo e Giovanni Apostoli (luglio)
- Autunno musicale, appuntamento del sabato sera, nell'ultima settimana di settembre e nelle prime tre di ottobre
- Sagra della zucca, la terza domenica del mese di ottobre
- Concerto Bandistico di Santa Cecilia, eseguito dalla Banda della Società Filarmonica di Brandizzo (a novembre)
- Natale in piazza
- "Bambini al cinema"

## Economia
Brandizzo si caratterizza per attività di piccole e medie dimensioni, soprattutto a carattere artigianale.
Conta, infatti, 645 imprese (Dato Piemonte in cifre 2003).
Gli anni novanta hanno visto un incremento del settore terziario (il 55% dell'imprese);
le piccole e medie imprese commerciali sono molto articolate e rivolte principalmente ai residenti.

## Infrastrutture e trasporti

### Strade
- Autostrada A4 Torino-Trieste (uscite: Brandizzo e Volpiano Sud)
- Strada statale 11 Padana Superiore (Torino-Chivasso-Vercelli-Novara-Milano)

### Ferrovie
La stazione di Brandizzo è una fermata ferroviaria posta sulla linea Torino-Milano. Gli unici treni che fermano sono quelli della linea SFM2 del Servizio ferroviario metropolitano di Torino a parte un regionale veloce per Novara. Questa stazione è ricordata per la strage avvenuta nella notte tra il 30 e il 31 agosto 2023 che ha ucciso 5 persone: Giuseppe Aversa, Kevin Laganà, Giuseppe Saverio Lombardo, Giuseppe Sorvillo, Michael Zanera.

### Autobus
Brandizzo è servito da una linea di autobus privata convenzionata con il GTT, che lo collega a Chivasso, Settimo Torinese e Torino.

## Amministrazione

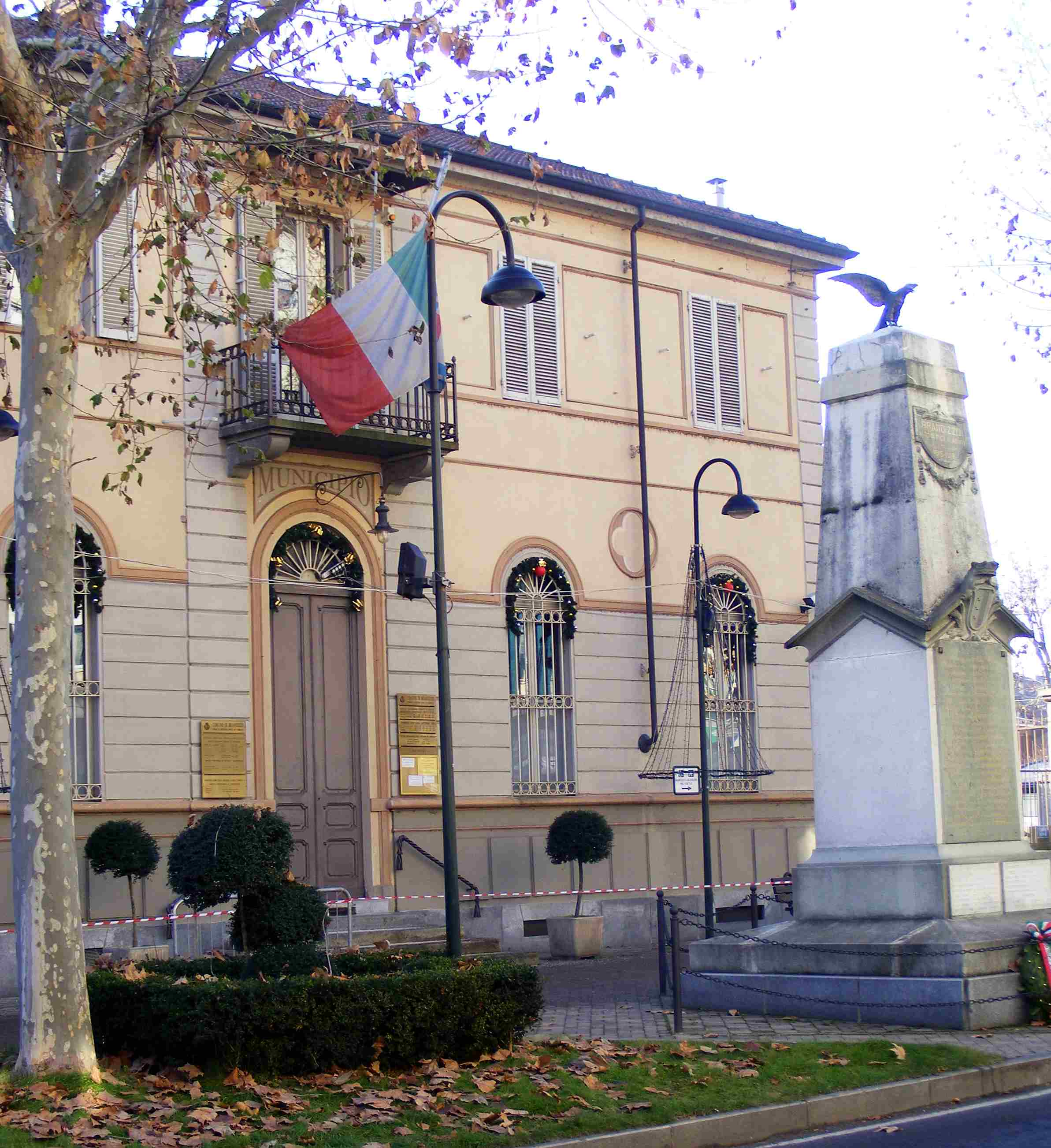
Il municipio

| Periodo | Periodo   | Primo cittadino   | Partito        | Carica  | Note            |
| ------- | --------- | ----------------- | -------------- | ------- | --------------- |
|         | 1990      | Oscar Bertetto    | PCI-PSI        | Sindaco |                 |
| 1990    | 2004      | Roberto Buscaglia | lista civica   | Sindaco |                 |
| 2004    | 2009      | Enrico Pastore    | centrosinistra | Sindaco |                 |
| 2009    | 2019      | Roberto Buscaglia | lista civica   | Sindaco | Secondo mandato |
| 2019    | 2024      | Paolo Bodoni      | lista civica   | Sindaco |                 |
| 2024    | in carica | Monica Durante    | lista civica   | Sindaco |                 |

## Sport
Si effettuano due principali sport nel comune di Brandizzo.

### Calcio
Nella città gioca l'A.S.D. Brandizzo, chiamata anche "i leoni di Brandizzo" è composta prevalentemente da ragazzi del paese; squadra di calcio che milita nel girone C di Terza Categoria.
La squadra gioca al campo sportivo "Alex Costigliola".
Esiste anche l'Associazione Policalcistica Asterix, che da circa 20 anni organizza campionati di calcio amatoriali a 11 ed a 5 (giocato al palazzetto comunale "Don Antonio") e si occupa di calcio femminile.

### Bocce
A Brandizzo è presente la Bocciofila Virtus Brandizzo, militante nella serie D del campionato italiano di bocce.